# Serigne Mountakha Mbacké
Serigne Mountakha Mbacké (né le 11 juillet 1932) est le Khalife général des Mourides, une confrérie soufie influente au Sénégal. Il a succédé à Serigne Sidi Moukhtar Mbacké en janvier 2018.

## Biographie
Serigne Mountakha Mbacké est né le 11 juillet 1932 à Darou Miname, au Sénégal. Il est le fils de Serigne Bassirou Mbacké et de sokhna bineta DIAKHATÉ 

### Éducation et Formation
Dès son jeune âge, Serigne Mountakha Mbacké a été plongé dans un environnement religieux et éducatif rigoureux. Il a étudié le Coran et les sciences islamiques sous la tutelle de son père et d'autres érudits Mourides. Son éducation a été marquée par une discipline stricte et un engagement profond envers les valeurs et les enseignements de la confrérie Mouride.

### Carrière au sein de la Confrérie Mouride
Avant de devenir Khalife général, Serigne Mountakha Mbacké a occupé plusieurs postes de responsabilité au sein de la confrérie. Il a été impliqué dans la gestion des affaires religieuses, éducatives et sociales des Mourides. Il a supervisé plusieurs projets de construction de mosquées, d'écoles coraniques et d'institutions sociales.
Il est également connu pour son rôle dans la médiation des conflits au sein de la communauté et pour son engagement à maintenir la paix et l'harmonie. Ses qualités de leadership et son dévouement à la cause Mouride ont été largement reconnus et respectés.

### Khalife Général des Mourides
En janvier 2018, à la suite du décès de Serigne Sidi Moukhtar Mbacké, Serigne Mountakha Mbacké a été nommé Khalife général des Mourides. En tant que Khalife général, il est responsable de la direction spirituelle et administrative de la confrérie. Il supervise les activités religieuses, éducatives et sociales des Mourides et joue un rôle crucial dans la promotion des enseignements de Cheikh Ahmadou Bamba.
Sous sa direction, la confrérie Mouride a continué de croître et de prospérer. Il a mis en place plusieurs initiatives visant à renforcer l'éducation religieuse, à promouvoir le développement économique et social et à soutenir les activités caritatives.
Serigne Mountakha Mbacké est également connu pour son engagement envers la paix et la stabilité au Sénégal. Il a souvent appelé à l'unité et à la cohésion sociale dans le pays, et a joué un rôle de médiateur lors de crises politiques et sociales.

## Initiatives et Projets
Sous la direction de Serigne Mountakha Mbacké, plusieurs projets importants ont été lancés pour le développement de la communauté Mouride et du Sénégal en général :
- Éducation : Construction et rénovation d'écoles coraniques et d'institutions éducatives pour promouvoir l'apprentissage des sciences islamiques et modernes.
- Santé : Mise en place de cliniques et de centres de santé pour améliorer l'accès aux soins médicaux dans les régions rurales.
- Agriculture : Promotion de projets agricoles pour encourager l'autosuffisance alimentaire et le développement économique local.
- Infrastructure : Construction de routes, de ponts et d'autres infrastructures pour améliorer les conditions de vie des populations locales.

## Héritage et Influence
Serigne Mountakha Mbacké est une figure respectée et influente au Sénégal et au-delà. Son leadership spirituel et ses contributions à la communauté Mouride ont eu un impact significatif sur la société sénégalaise. Il est largement reconnu pour sa sagesse, sa piété et son dévouement à la cause de la confrérie Mouride.
Son héritage est marqué par son engagement envers l'éducation, le développement social et économique, et la promotion des valeurs de paix et d'unité. Il continue d'inspirer des milliers de personnes par son exemple de vie et ses enseignements.

## Vie personnelle
Serigne Mountakha Mbacké mène une vie humble et pieuse, suivant les préceptes de l'islam et les enseignements de Cheikh Ahmadou Bamba. Il est marié et a plusieurs enfants, dont certains sont également impliqués dans les affaires religieuses et sociales de la confrérie.